# 邾瑢
邾瑢（1934年11月—2020年8月9日），原名邾鼎瑢，笔名晓珠，男，安徽无为人，中国文学评论家，首都师范大学教授。中国作家协会会员，中国当代文学研究会副会长，中国小说学会理事。

## 生平
1949年参加中国人民解放军第二野战军，历任二野军政大学文艺新闻大队队员、政治部文工队队员、西南军区文工团团员等职。1956年进入北京师范学院中文系学习，1959年12月加入中国共产党，1960年毕业后留校任教，历任中文系教师、中文系副主任、教授。1979年参与中国当代文学研究会创建工作，历任常务理事、副秘书长、常务副秘书长、副会长等职。1986年加入中国作家协会。1995年离休。
2019年，获庆祝中华人民共和国成立70周年纪念章。2020年8月9日在北京逝世。

## 出版物
专著
- 张炯; 邾瑢 (编). . 北京: 中央广播电视大学出版社. 1984.
- 邾瑢. . 沈阳: 辽宁人民出版社. 1984.
- 邾瑢 (编). . 北京: 北京师范学院出版社. 1988. ISBN 7-81014-147-3.
- 邾瑢. . 当代文学研究丛书. 石家庄: 河北人民出版社. 1989. ISBN 7-202-00456-9.
- 邾瑢. . 学者评论家近作文丛. 石家庄: 河北教育出版社. 1998. ISBN 7-5434-3244-7.

主要论文
- 邾瑢. . 文学评论. 1978, (3): 27–33. ISSN 0511-4683.
- 邾瑢. . 文史哲. 1985, (4): 22–25. ISSN 0511-4721.
- 邾瑢. . 北京师院学报(社会科学版). 1987, (1): 27–29.